# Флороаика (Калараш)
Флороаика (рум. Floroaica) насеље је у Румунији у округу Калараш у општини Валчелеле. Oпштина се налази на надморској висини од 41 m.

## Становништво
Према подацима из 2002. године у насељу је живело 698 становника, од којих су сви румунске националности.